# Taseopteryx insignis
Taseopteryx insignis är en fjärilsart som beskrevs av Butler 1884. Taseopteryx insignis ingår i släktet Taseopteryx och familjen nattflyn. Inga underarter finns listade i Catalogue of Life.